# Mi sangre
Mi sangre è il terzo album del cantante colombiano Juanes, pubblicato nel 2004.

## Tracce
1. Ámame – 4:20
2. Para tu amor – 4:08
3. Sueños – 3:11
4. La camisa negra – 3:36
5. Nada valgo sin tu amor – 3:16
6. No siento penas – 3:53
7. Dámelo – 4:08
8. Lo que me gusta a mi – 3:30
9. Rosario Tijeras – 3:27
10. ¿Qué pasa? – 3:47
11. Volverte a ver – 3:38
12. Tu guardián – 4:25

## Formazione
- Juanes - voce, chitarra acustica, chitarra elettrica, sintetizzatore
- Fernando Tobon - basso
- Victor Indrizzo - batteria
- Greg Kurstin - tastiere
- Anibal Kerpel - tastiere, mini-moog
- Emmanuel Briceño - piano Fender Rhodes
- Felipe Alzate - percussioni
- Gustavo Santaolalla - tamburello

## Classifiche
| Classifica (2005-06)  | Posizione massima |
| --------------------- | ----------------- |
| Austria               | 2                 |
| Belgio (Fiandre)      | 2                 |
| Belgio (Vallonia)     | 10                |
| Cile                  | 4                 |
| Danimarca             | 3                 |
| Finlandia             | 1                 |
| Francia               | 8                 |
| Germania              | 1                 |
| Italia                | 11                |
| Norvegia              | 7                 |
| Paesi Bassi           | 4                 |
| Portogallo            | 2                 |
| Repubblica Dominicana | 2                 |
| Spagna                | 2                 |
| Stati Uniti           | 33                |
| Svezia                | 13                |
| Svizzera              | 3                 |
| Uruguay               | 5                 |